# Go-Toba In no Shimotsuke
Go-Toba In no Shimotsuke (後鳥羽院下野?) fue una poetisa y cortesana japonesa que vivió en las postrimerías de la era Heian y en la primera mitad de la era Kamakura. Fue nieta de Hafuribe no Narinaka, esposa de Minamoto no Ienaga y madre de Sōheki Mon In no Tajima, todos ellos poetas. También era conocida con el nombre de Shinnō (信濃?).
En 1203 fue asignada como sirvienta del Retirado Emperador Go-Toba y conoce a Ienaga, quien era vasallo del emperador y contraen matrimonio. 
Como poetisa, participó en varios concursos de waka en 1232, 1236, 1248 y 1251. Algunos de sus poemas aparecen en la antología imperial Shin Kokin Wakashū. Es considerada como una de las treinta y seis mujeres inmortales de la poesía.